# Павлишин Олександр Іванович
Олекса́ндр Іва́нович Павли́шин — молодший сержант Збройних сил України, учасник російсько-української війни.

## Життєпис
Воював у 2014 році в складі 79 ОДШБ, нагороджений орденом «За мужність» ІІІ ступеня, призваний до лав ЗСУ в першу хвилю.
2022 рік був командиром відділення 22-го батальйону 92-ї бригади ЗСУ, яка визволяла Харківщину у вересні 2022.
З грудня 2022 служив у 17-й танковій бригаді, у складі якої загинув 14 квітня 2023 року в м. Бахмут, виконуючи бойове завдання. Його бригада також боронила Соледар.
У перший день повномасштабного вторгнення пішов до військкомату в м. Дніпро.

## Загибель
Загинув 14 квітня 2023 у боях за Бахмут

## Нагороди
31 жовтня 2014 року за особисту мужність і героїзм, виявлені у захисті державного суверенітету та територіальної цілісності України, вірність військовій присязі під час російсько-української війни, відзначений — нагороджений орденом «За мужність» III ступеня.